# Cathbad
Cathbad (KATH-vath) era il capo dei druidi alla corte di Conchobar mac Nessa nel Ciclo dell'Ulster della mitologia irlandese.
In gioventù era stato un guerriero e aveva guidato una banda di 27 uomini con cui una volta fece un raid dove veniva allenata la principessa dell'Ulster Ness, uccidendo tutti i suoi dodici padri adottivi. Volendo vendicarsi, Ness divenne un guerriero con la sua banda di 27 uomini. Tuttavia, un giorno mentre lei stata facendo un bagno, giunse Cathbad che si pose tra lei e le sue armi e la chiese in sposa. Lei fu costretta ad accettare. Ness diede alla luce Conchobar mac Nessa, sebbene i racconti siano discordanti su chi fosse il padre di quest'ultimo: Cathbad o Fachtna Fáthach, re supremo d'Irlanda e amante di Ness.
Secondo un'altra versione, Ness, figlia di Eochaid Sálbuide, l'allora re dell'Ulster, chiede al druido per cosa sia un momento propizio. Cathbad risponde "per generare un re da una regina". Non essendoci altri uomini in giro, Ness porta Cathbad a letto e concepisce un figlio, Conchobar.
Cathbad sapeva predire il futuro. Era presente alla nascita di Deirdre e profetizzò il suo tragico destino, anche se Conchobar ignorò ciò.